# State of Origin 2015
Navigation
Édition précédente Édition suivante
Le State of Origin 2015 est la trente cinquième édition du State of Origin, qui se déroulera du 27 mai au 8 juillet 2015 avec trois matchs à l'ANZ Stadium de Sydney, au Suncorp Stadium de Brisbane et au Melbourne Cricket Ground.

## Déroulement de l'épreuve

### Première rencontre
| 27 mai 2015 20:00 | NSW Blues                                                                                            | 10 – 11 (10 - 6) | Qld Maroons | ANZ Stadium, Sydney 80 122 spectateurs Arbitre : Gerard Sutton, Ben Cummins |
| 27 mai 2015 20:00 | Essai(s) : J.Morris (21e), B.Scott (27e) Transformation(s) : Hodkinson 1/2 (28e) Drop(s) : Dugan 0/1 |                  | Essai(s) : Cronk (15e), Chambers (55e) Transformation(s) : Thurson 1/2 (15e) Pénalité(s) : Thurston 0/1 Drop(s) : Cronk 1/1 (74e) | ANZ Stadium, Sydney 80 122 spectateurs Arbitre : Gerard Sutton, Ben Cummins |
| 27 mai 2015 20:00 | |                  | | ANZ Stadium, Sydney 80 122 spectateurs Arbitre : Gerard Sutton, Ben Cummins |

### Deuxième rencontre
| 17 juin 2015 20:00 | NSW Blues | 26 - 18 (14 - 10) | Qld Maroons | MCG, Melbourne 91 513 spectateurs Arbitre : Gerard Sutton, Ben Cummins |
| 17 juin 2015 20:00 | Essai(s) : Jennings (4e), J.Morris (27e), Woods (62e), Dugan (71e) Transformation(s) : Hodkinson 4/4 (6e, 28e, 64e, 72e) Pénalité(s) : Hodkinson 1/1 (39e) |                   | Essai(s) : M.Scott (11e), Inglis (33e), Gillett (48e) Transformation(s) : Thurston 2/3 (12e, 48e) Pénalité(s) : Thurston 1/1 (57e) | MCG, Melbourne 91 513 spectateurs Arbitre : Gerard Sutton, Ben Cummins |
| 17 juin 2015 20:00 | |                   | | MCG, Melbourne 91 513 spectateurs Arbitre : Gerard Sutton, Ben Cummins |

### Troisième rencontre
| 8 juillet 2015 20:00 | Qld Maroons | 52 - 6 (22 - 2) | NSW Blues                                                                                    | Suncorp Stadium, Brisbane 52 500 spectateurs Arbitre : Gerard Sutton, Ben Cummins |
| 8 juillet 2015 20:00 | Essai(s) : Gagai (15e), Papalii (27e), Inglis (35e), Gilett (42e), Morgan (50e), Boyd (56e), Chambers (68e), Guerra (78e) Transformation(s) : Thurston 7/7 (16e, 28e, 36e, 43e, 51e, 57e, 69e), Hodges 1/1 (79e) Pénalité(s) : Thurston 2/2 (9e, 33e) |                 | Essai(s) : Jennings (61e) Transformation(s) : Hodkinson 0/1 Pénalité(s) : Hodkinson 1/1 (6e) | Suncorp Stadium, Brisbane 52 500 spectateurs Arbitre : Gerard Sutton, Ben Cummins |
| 8 juillet 2015 20:00 | |                 |                                                                                              | Suncorp Stadium, Brisbane 52 500 spectateurs Arbitre : Gerard Sutton, Ben Cummins |

## Les équipes
Les 18e, 19e & 20e homme sont réservistes en prévision d'une blessure.

### New South Wales Blues
| Position         | Match 1          | Match 2          | Match 3          |
| ---------------- | ---------------- | ---------------- | ---------------- |
| Arrière          | Josh Dugan       | Josh Dugan       | Josh Dugan       |
| Ailier           | Daniel Tupou     | Brett Morris     | Brett Morris     |
| Centre           | Josh Morris      | Josh Morris      | Josh Morris      |
| Centre           | Michael Jennings | Michael Jennings | Michael Jennings |
| Ailier           | William Hopoate  | William Hopoate  | William Hopoate  |
| Demi d'ouverture | Mitchell Pearce  | Mitchell Pearce  | Mitchell Pearce  |
| Demi de mêlée    | Trent Hodkinson  | Trent Hodkinson  | Trent Hodkinson  |
| Pilier           | Aaron Woods      | Aaron Woods      | Aaron Woods      |
| Talonneur        | Robbie Farah (c) | Robbie Farah     | Michael Ennis    |
| Pilier           | James Tamou      | James Tamou      | James Tamou      |
| Deuxième ligne   | Beau Scott       | Beau Scott       | Beau Scott       |
| Deuxième ligne   | Ryan Hoffman     | Ryan Hoffman     | Ryan Hoffman     |
| Troisième ligne  | Josh Jackson     | Paul Gallen (c)  | Paul Gallen (c)  |
|                  |                  |                  |                  |
| Remplaçant       | Trent Merrin     | Trent Merrin     | Trent Merrin     |
| Remplaçant       | Boyd Cordner     | Boyd Cordner     | Boyd Cordner     |
| Remplaçant       | David Klemmer    | David Klemmer    | David Klemmer    |
| Remplaçant       | Andrew Fifita    | Josh Jackson     | Josh Jackson     |
|                  |                  |                  |                  |
| Entraîneur       | Laurie Daley     | Laurie Daley     | Laurie Daley     |
|                  |                  |                  |                  |
| 18e homme        | Tyson Frizell    | Tariq Sims       | Tariq Sims       |
| 19e homme        | Ryan James       | Dylan Walker     | Alex Johnston    |
| 20e homme        | Matt Moylan      |                  |                  |

### Queensland Maroons
| Position         | Match 1            | Match 2            | Match 3            |
| ---------------- | ------------------ | ------------------ | ------------------ |
| Arrière          | Billy Slater       | Billy Slater       | Greg Inglis        |
| Ailier           | Darius Boyd        | Darius Boyd        | Darius Boyd        |
| Centre           | Greg Inglis        | Greg Inglis        | Will Chambers      |
| Centre           | Justin Hodges      | Justin Hodges      | Justin Hodges      |
| Ailier           | Will Chambers      | Will Chambers      | Dane Gagai         |
| Demi d'ouverture | Johnathan Thurston | Johnathan Thurston | Johnathan Thurston |
| Demi de mêlée    | Cooper Cronk       | Daly Cherry-Evans  | Cooper Cronk       |
| Pilier           | Matt Scott         | Matt Scott         | Matt Scott         |
| Talonneur        | Cameron Smith (c)  | Cameron Smith (c)  | Cameron Smith (c)  |
| Pilier           | Nate Myles         | Nate Myles         | Nate Myles         |
| Deuxième ligne   | Aidan Guerra       | Aidan Guerra       | Aidan Guerra       |
| Deuxième ligne   | Sam Thaiday        | Sam Thaiday        | Sam Thaiday        |
| Troisième ligne  | Corey Parker       | Corey Parker       | Corey Parker       |
|                  |                    |                    |                    |
| Remplaçant       | Michael Morgan     | Michael Morgan     | Michael Morgan     |
| Remplaçant       | Josh McGuire       | Josh McGuire       | Josh Papalii       |
| Remplaçant       | Matt Gillett       | Matt Gillett       | Matt Gillett       |
| Remplaçant       | Jacob Lillyman     | Jacob Lillyman     | Jacob Lillyman     |
|                  |                    |                    |                    |
| Entraîneur       | Mal Meninga        | Mal Meninga        | Mal Meninga        |
|                  |                    |                    |                    |
| 18e homme        | Dylan Napa         | Josh Papalii       | Edrick Lee         |
| 19e homme        | Dane Gagai         | Dane Gagai         |                    |
| 20e homme        |                    | Korbin Sims        |                    |

## Médias
Les droits télévisuels appartiennent à Channel Nine en Australie, Sky Sports en Nouvelle-Zélande, BeIN Sport en France, Premier Sport au Royaume-Uni, Fox Soccer aux États-Unis, Sportsnet World au Canada.